# Gladys Gaitán
Gladys Catalina Gaitán (... – 22 giugno 2023) è stata una cestista argentina.

## Carriera
Con l'Argentina ha disputato i Campionati mondiali del 1971.